# NGC 3250D
NGC 3250D في الفهرس العام الجديد، هي مجرة، تقع في كوكبة مفرغة الهواء. اكتشفت بواسطة جون هيرشل.

## روابط خارجية
- NGC 3250D على موقع ويكي سكاي: DSS2, SDSS, GALEX, IRAS, Hydrogen α, X-Ray, Astrophoto, Sky Map, Articles and images